# نوکیا ۶۲۷۰
نوکیا ۶۲۷۰ یک‌نمونه از گوشی‌های تلفن همراه سری ۶۰۰۰ شرکت نوکیا می‌باشد که در ژوئن ۲۰۰۵ توسط همین شرکت به بازار عرضه شده‌است.